# Communauté de communes Aunay Caumont Intercom
Die  Communauté de communes Aunay Caumont Intercom  ist ein ehemaliger französischer Gemeindeverband mit der Rechtsform einer Communauté de communes im Département Calvados in der Region Normandie. Sie wurde am 28. November 2003 gegründet und umfasste 21 Gemeinden. Der Verwaltungssitz befand sich im Ort Aunay-sur-Odon.

## Historische Entwicklung
Mit Wirkung vom 1. Januar 2017 fusionierte der Gemeindeverband mit der Communauté de communes Villers-Bocage Intercom und bildete so die Nachfolgeorganisation Communauté de communes Pré-Bocage Intercom.
Gleichzeitig wurden die Communes nouvelles Caumont-sur-Aure, Dialan sur Chaîne, Les Monts d’Aunay und Val de Drôme gegründet, wodurch sich die Anzahl der ursprünglich selbstständigen Gemeinden deutlich reduzierte.

## Mitgliedsgemeinden
1. Aunay-sur-Odon
2. Bauquay
3. La Bigne
4. Brémoy
5. Cahagnes
6. Campandré-Valcongrain
7. Caumont-l’Éventé
8. Dampierre
9. Danvou-la-Ferrière
10. Jurques
11. La Lande-sur-Drôme
12. Livry
13. Les Loges
14. Le Mesnil-Auzouf
15. Ondefontaine
16. Roucamps
17. Saint-Jean-des-Essartiers
18. Saint-Pierre-du-Fresne
19. Sept-Vents
20. Seulline
21. La Vacquerie